# Montmorin, Puy-de-Dôme

Montmorin este o comună în departamentul Puy-de-Dôme, Franța. În 1 ianuarie 2022 avea o populație de 730 de locuitori.